# Unidades de Ataque a Tierra de la Luftwaffe
Unidades de ataques en picado de la Luftwaffe.

## Escuadras de bombarderos en picado
- 1ª Escuadra de Bombardeo en Picado
- 2ª Escuadra de Bombardeo en Picado
- 3ª Escuadra de Bombardeo en Picado
- 5ª Escuadra de Bombardeo en Picado
- 51ª Escuadra de Bombardeo en Picado
- 76ª Escuadra de Bombardeo en Picado
- 77ª Escuadra de Bombardeo en Picado
- 101ª Escuadra de Bombardeo en Picado
- 102ª Escuadra de Bombardeo en Picado
- 151ª Escuadra de Bombardeo en Picado
- 160ª Escuadra de Bombardeo en Picado
- 162ª Escuadra de Bombardeo en Picado
- 163ª Escuadra de Bombardeo en Picado
- 165ª Escuadra de Bombardeo en Picado
- 167ª Escuadra de Bombardeo en Picado
- 168ª Escuadra de Bombardeo en Picado

## Escuadras de bombarderos (Asalto)
- 1ª Escuadra de Bombardeo (Asalto)
- 2ª Escuadra de Bombardeo (Asalto)

## Escuadras de bombarderos rápidos
- 10ª Escuadra de Bombardeo Rápido
- 210ª Escuadra de Bombardeo Rápido

## Escuadras de bombarderos
- 1ª Escuadra de Bombardeo
- 2ª Escuadra de Bombardeo
- 3ª Escuadra de Bombardeo
- 4ª Escuadra de Bombardeo
- 5ª Escuadra de Bombardeo
- 9ª Escuadra de Bombardeo
- 10ª Escuadra de Bombardeo
- 77ª Escuadra de Bombardeo
- 101ª Escuadra de Bombardeo
- 102ª Escuadra de Bombardeo
- 103ª Escuadra de Bombardeo
- 104ª Escuadra de Bombardeo
- 111ª Escuadra de Bombardeo
- 151ª Escuadra de Bombardeo
- 152ª Escuadra de Bombardeo

## Grupos de Testeos Operacionales
- 210º Grupo de Testeo Operacional